# Olympische Sommerspiele 1972/Ringen – Griechisch-römischer Stil Weltergewicht (Männer)
Das Ringen im griechisch-römischen Stil der Männer in der Klasse bis 74 kg bei den Olympischen Sommerspielen 1972 wurde vom 6. bis 10. September in der Ringer-Judo-Halle auf dem Messegelände Theresienhöhe ausgetragen.

## Wettkampfformat
Die Kampfzeit war auf drei Mal drei Minuten beschränkt. Ein Ringer blieb solange im Turnier, bis er mit sechs Minuspunkten belastet war. Sobald nur noch zwei oder drei Athleten übrig waren, wurde eine Finalrunde um die Medaillen ausgetragen.
Minuspunkte wurden wie folgt verteilt:
- 0,5: Sieg durch technische Überlegenheit
- 1: Sieg nach Punkten
- 2: Unentschieden
- 2,5: Unentschieden, Passivität
- 3: Niederlage nach Punkten
- 3,5: Niederlage durch technische Überlegenheit des Gegners
- 4:  Niederlage durch Schultersieg des Gegners, Passivität, Verletzung

## Ergebnisse
Legende
- MPG – Minuspunkte Gesamt
- MPK – Minuspunkte in diesem Kampf

### Runde 1
| MPG | MPK |                      | Zeit |                      | MPK | MPG |
| --- | --- | -------------------- | ---- | -------------------- | --- | --- |
| 3   | 3   | Vítězslav Mácha      |      | Iwan Kolew           | 1   | 1   |
| 4   | 4   | Nestor González      | 2:20 | Mehmet Türüt         | 0   | 0   |
| 2   | 2   | Werner Schröter      |      | Stanisław Krzesiński | 2   | 2   |
| 4   | 4   | Miklós Hegedűs       | 8:36 | Jiichirō Date        | 0   | 0   |
| 1   | 1   | Jan Karlsson         |      | Marcel Vlad          | 3   | 3   |
| 3   | 3   | Gary Neist           |      | Momir Kecman         | 1   | 1   |
| 0   | 0   | Petros Galaktopoulos | 1:56 | Constant Bens        | 4   | 4   |
| 1   | 1   | Wiktor Igumenow      |      | Franz Berger         | 3   | 3   |
| 3,5 | 3,5 | Robert Blaser        |      | Eero Tapio           | 0,5 | 0,5 |
| 4   | 4   | Klaus Pohl           | 5:07 | Daniel Robin         | 0   | 0   |

### Runde 2
| MPG | MPK |                      | Zeit |                 | MPK | MPG |
| --- | --- | -------------------- | ---- | --------------- | --- | --- |
| 3   | 0   | Vítězslav Mácha      | 2:31 | Nestor González | 4   | 8   |
| 1,5 | 0,5 | Iwan Kolew           |      | Mehmet Türüt    | 3,5 | 3,5 |
| 4   | 2   | Werner Schröter      |      | Miklós Hegedűs  | 2   | 6   |
| 3   | 1   | Stanisław Krzesiński |      | Jiichirō Date   | 3   | 3   |
| 2   | 1   | Jan Karlsson         |      | Gary Neist      | 3   | 6   |
| 6   | 3   | Marcel Vlad          |      | Momir Kecman    | 1   | 2   |
| 2   | 2   | Petros Galaktopoulos |      | Wiktor Igumenow | 2   | 3   |
| 8   | 4   | Constant Bens        | 1:26 | Franz Berger    | 0   | 3   |
| 7,5 | 4   | Robert Blaser        | 0:59 | Klaus Pohl      | 0   | 4   |
| 2,5 | 2   | Eero Tapio           |      | Daniel Robin    | 2   | 2   |

### Runde 3
| MPG | MPK |                      | Zeit |                 | MPK | MPG |
| --- | --- | -------------------- | ---- | --------------- | --- | --- |
| 3,5 | 0,5 | Vítězslav Mácha      |      | Mehmet Türüt    | 3,5 | 7   |
| 4,5 | 3   | Iwan Kolew           |      | Werner Schröter | 1   | 5   |
| 7   | 4   | Stanisław Krzesiński | 8:47 | Jan Karlsson    | 0   | 2   |
| 7   | 4   | Jiichirō Date        | 8:31 | Momir Kecman    | 0   | 2   |
| 3   | 1   | Petros Galaktopoulos |      | Franz Berger    | 3   | 6   |
| 5,5 | 3   | Eero Tapio           |      | Klaus Pohl      | 1   | 5   |
| 2   |     | Daniel Robin         |      | Freilos         |     |     |
| 3   |     | Wiktor Igumenow      |      | DNS             |     |     |

### Runde 4
| MPG | MPK |                      | Zeit |                 | MPK | MPG |
| --- | --- | -------------------- | ---- | --------------- | --- | --- |
| 5   | 3   | Daniel Robin         |      | Vítězslav Mácha | 1   | 4,5 |
| 5,5 | 1   | Iwan Kolew           |      | Jan Karlsson    | 3   | 5   |
| 7,5 | 2,5 | Werner Schröter      |      | Momir Kecman    | 2,5 | 4,5 |
| 3   | 0   | Petros Galaktopoulos | 7:23 | Eero Tapio      | 4   | 9,5 |
| 5   |     | Klaus Pohl           |      | Freilos         |     |     |

### Runde 5
| MPG | MPK |                      | Zeit |                 | MPK | MPG |
| --- | --- | -------------------- | ---- | --------------- | --- | --- |
| 8   | 3   | Klaus Pohl           |      | Vítězslav Mácha | 1   | 5,5 |
| 8   | 3   | Daniel Robin         |      | Iwan Kolew      | 1   | 6,5 |
| 6   | 1   | Jan Karlsson         |      | Momir Kecman    | 3   | 7,5 |
| 3   |     | Petros Galaktopoulos |      | Freilos         |     |     |

### Finalrunde
| MPG | MPK |                      | Zeit |                 | MPK | MPG |
| --- | --- | -------------------- | ---- | --------------- | --- | --- |
| 3   | 3   | Petros Galaktopoulos |      | Vítězslav Mácha | 1   | 1   |